# Isabella Clara Eugenia d'Asburgo
Isabella Clara Eugenia d'Asburgo, infanta di Spagna e di Portogallo (Segovia, 12 agosto 1566 – Bruxelles, 1º dicembre 1633), è stata infanta di Spagna per nascita e arciduchessa d'Austria per matrimonio. Governò, come principessa sovrana, i Paesi Bassi spagnoli.
Fu una delle donne più potenti d'Europa del XVI e del XVII secolo. Il suo regno è considerato l'età d'oro dei Paesi Bassi spagnoli.

## Biografia

### Infanzia e giovinezza

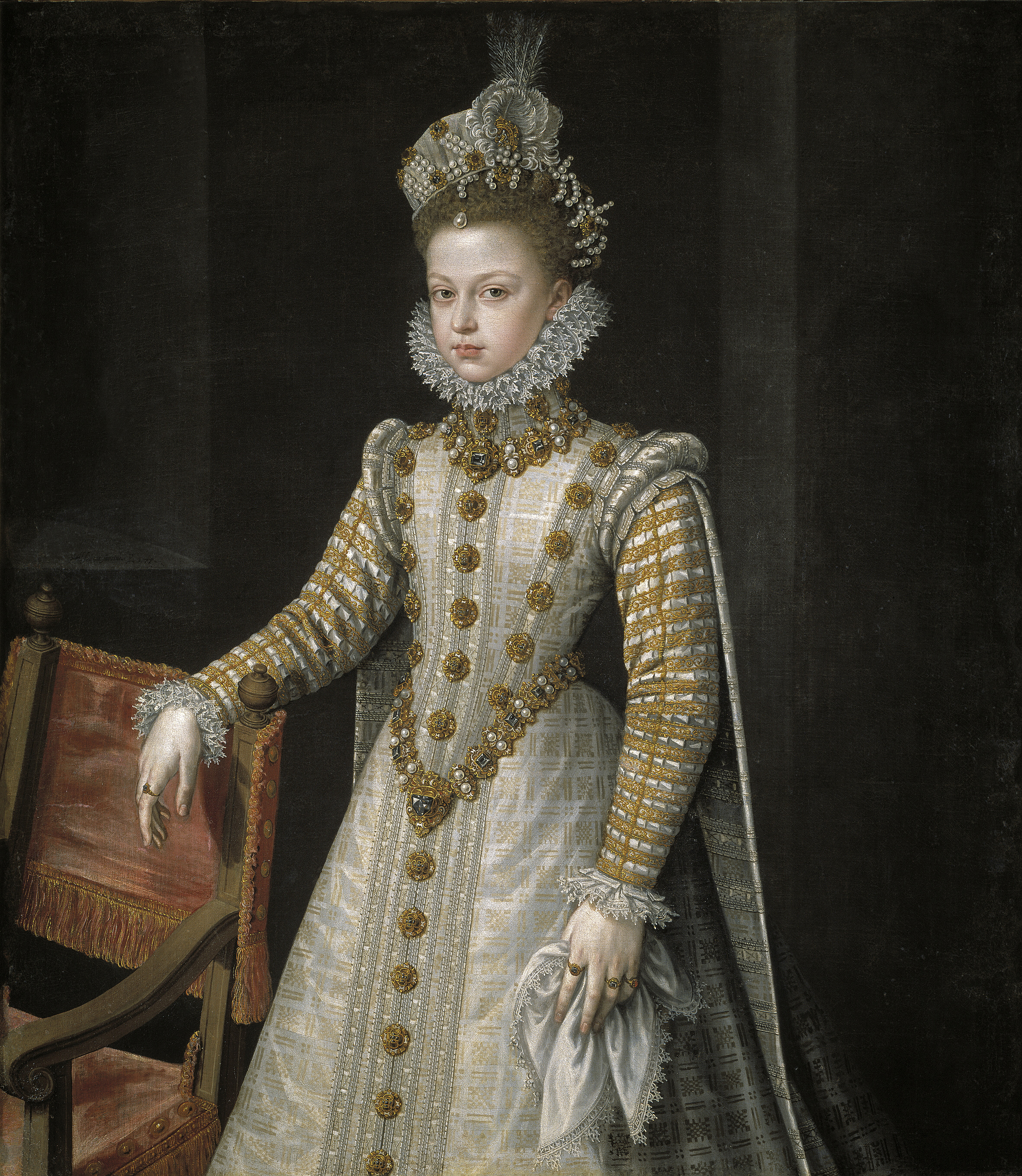
Ritratto dell'infanta Isabella Clara Eugenia, Alonso Sánchez Coello, 1579, Madrid, Museo del Prado

Era la figlia primogenita del re Filippo II di Spagna e della sua terza moglie Elisabetta di Valois, figlia del sovrano francese Enrico II e di Caterina de' Medici. Sebbene per esigenze dinastiche sarebbe stata più auspicabile la nascita di un figlio maschio, ciò non turbò la felicità di Filippo, che considerò sempre la figlia una delle persone più importanti della sua vita.
Le gravidanze di Elisabetta terminavano spesso in aborti o figli nati morti; tuttavia, un anno dopo la primogenita, ella diede alla luce un'altra figlia, Caterina Michela. Di lì a poco, in seguito ad un ulteriore aborto, la regina spirò il 3 ottobre 1568.
Nonostante fosse addolorato per la perdita della moglie, Filippo dovette risposarsi di nuovo per poter dare al regno un erede maschio. Il suo unico figlio maschio, don Carlos, la cui salute mentale aveva dato numerosi problemi al padre, era morto anch'egli nel 1568. Si sposò nel 1570 con la nipote Anna d'Austria, che si prese cura delle bambine come fossero sue figlie. La nuova regina diede al marito cinque figli, dei quali raggiunse l'età adulta solo il futuro Filippo III, erede al trono.
Di Isabella rimangono numerosi dipinti che la ritraggono da bambina fino all'età adulta, opere di Sofonisba Anguissola, Alonso Sánchez Coello, Rubens, ecc.
L'affetto di Filippo per le figlie è testimoniato dalle numerose lettere che il padre scriveva loro durante le sue assenze. In esse descriveva i luoghi visitati, chiedeva notizie e dava consigli, firmandosi sempre alla fine "il vostro amato padre". Durante i numerosi viaggi soleva inoltre inviare alle figlie souvenir, doni o altre cose che potessero incuriosirle.
Con le figlie egli soleva passare molte ore della giornata: giocavano regolarmente a carte o con i dadi e quando tornò dal Portogallo nella primavera del 1583 prese l'abitudine di prendere i pasti insieme a loro.
Dopo il 1585, quando Caterina lasciò per sempre la Spagna per sposare Carlo Emanuele I di Savoia (sarebbe morta nel 1597 dando alla luce il decimo figlio), il re sedeva spesso a tavola con la sola Isabella, la quale lo aiutava nel lavoro asciugando l'inchiostro mentre scriveva e passandogli le carte da esaminare. L'aiuto di Isabella fu prezioso soprattutto negli ultimi anni di vita del re, quando, vecchio e malato, non riusciva più a muoversi.
Dopo che il re Enrico III di Francia, fratello di Elisabetta e quindi zio di Isabella e Caterina, fu assassinato nel 1589, Filippo tentò di rivendicare i diritti al trono francese per la sua primogenita, ma senza successo, in quanto la legge salica vigente in Francia escludeva la successione per linea femminile.

### Il matrimonio e la sovranità sui Paesi Bassi

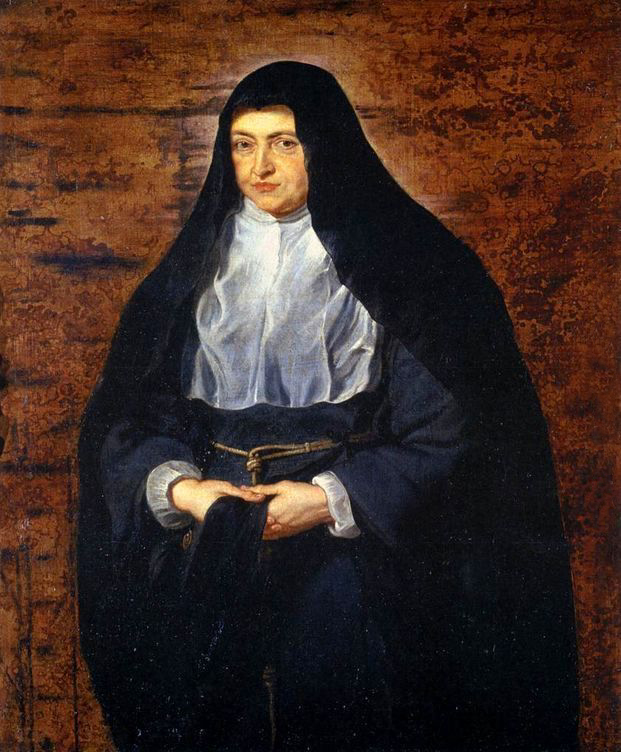
Rubens, Ritratto dell'infanta Isabella Clara Eugenia di Spagna in abito di clarissa, 1625, Galleria Palatina, Firenze

Fin dalla più tenera età Isabella era stata promessa in sposa al cugino Rodolfo, figlio dell'imperatore Massimiliano II e fratello della sua matrigna Anna d'Austria. Dopo 20 anni di attesa, però, l'eccentrico Rodolfo dichiarò di non voler contrarre matrimonio con nessuno. Il posto di promesso sposo fu preso allora dal fratello più giovane Ernesto. Nel 1594 Filippo II, infatti, aveva preso in considerazione l'idea di fare dei Paesi Bassi uno stato semi-indipendente con a capo il nipote Ernesto d'Austria. Questi, però, morì nel 1595 e allora, a sua volta, il posto fu preso dal fratello Alberto d'Austria (Wiener Neustadt, 1559 - Bruxelles, 1621).
Dopo tre anni, finalmente, il 6 maggio 1598 l'atto definitivo di cessione della sovranità ebbe la firma del re: dopo la sua morte il successore dei Paesi Bassi sarebbe stata la figlia Isabella, destinata a sposare Alberto; se fosse morta senza lasciare figli, Filippo III era indicato come suo successore; se invece ella avesse avuto un figlio, questi avrebbe dovuto poi prendere in moglie una principessa spagnola. A sua volta, se Filippo III fosse morto senza prole, Isabella doveva far ritorno in Spagna e prendere in mano le redini di tutto l'impero.
Nell'agosto del 1598 Alberto assunse, in nome di Isabella, la sovranità sui Paesi Bassi e il 18 aprile 1599, a Valencia, furono celebrate le nozze. Essendo arcivescovo di Toledo, l'arciduca Alberto dovette, però, chiedere prima a papa Clemente VIII di essere esonerato dai suoi impegni religiosi.
Ceduti i Paesi Bassi ad Isabella, Filippo II, ormai malato, si preparò alla morte, che arrivò il 13 settembre 1598.
Dopo quattro decenni di guerra, il regno di Alberto e Isabella fu segnato da un periodo di pace e di sviluppo economico per i Paesi Bassi. I sovrani incentivarono lo sviluppo delle arti, tanto che Bruxelles divenne uno dei centri artistici più importanti d'Europa. Arti che comprendevano anche quella diplomatica: Bruxelles divenne un collegamento vitale per negoziazioni e rapporti diplomatici, come testimoniano il Trattato di Londra e la Tregua dei dodici anni.
Il matrimonio tra Alberto e Isabella fu felice, ma senza figli. Molti a corte parlavano per lo più di un amore platonico tra i coniugi. Isabella diede invece alla luce tre figli che morirono nell'infanzia: Filippo (nato il 21 ottobre 1605), Alberto (nato il 27 gennaio 1607) e Anna Maurizia.
Quando nel 1621 morirono Alberto e Filippo III, Isabella si unì all'ordine delle Suore di Santa Chiara e divenne governatore dei Paesi Bassi in favore del re di Spagna Filippo IV, succeduto al padre. Venne sostituita come governatore dal Cardinale Infante di Spagna Ferdinando, figlio di Filippo III, nel 1633, anno della sua morte.

## Antenati
|                                  |                        |                                   | Genitori                           |  |  | Nonni |  |  | Bisnonni               |  |  | Trisnonni                |  |
|                                  |                        |                                   |                                    |  |  |       |  |  | Filippo I di Castiglia |  |  | Massimiliano I d'Asburgo |  |
|                                  |                        |                                   |                                    |  |  |       |  |  | Filippo I di Castiglia |  |  | Massimiliano I d'Asburgo |  |
|                                  |                        | Maria di Borgogna                 |                                    |  |  |       |  |  | Filippo I di Castiglia |  |  |                          |  |
| Carlo V d'Asburgo                |                        |                                   |                                    |  |  |       |  |  | Filippo I di Castiglia |  |  |                          |  |
|                                  |                        | Giovanna di Castiglia             | Ferdinando II d'Aragona            |  |  |       |  |  |                        |  |  |                          |  |
|                                  |                        | Giovanna di Castiglia             | Ferdinando II d'Aragona            |  |  |       |  |  |                        |  |  |                          |  |
|                                  |                        | Giovanna di Castiglia             | Isabella I di Castiglia            |  |  |       |  |  |                        |  |  |                          |  |
| Filippo II di Spagna             |                        | Giovanna di Castiglia             |                                    |  |  |       |  |  |                        |  |  |                          |  |
|                                  |                        | Manuele I del Portogallo          | Ferdinando d'Aviz                  |  |  |       |  |  |                        |  |  |                          |  |
|                                  |                        | Manuele I del Portogallo          | Ferdinando d'Aviz                  |  |  |       |  |  |                        |  |  |                          |  |
|                                  |                        | Manuele I del Portogallo          | Beatrice d'Aviz                    |  |  |       |  |  |                        |  |  |                          |  |
| Isabella del Portogallo          |                        | Manuele I del Portogallo          |                                    |  |  |       |  |  |                        |  |  |                          |  |
|                                  |                        | Maria d'Aragona                   | Ferdinando II d'Aragona            |  |  |       |  |  |                        |  |  |                          |  |
|                                  |                        | Maria d'Aragona                   | Ferdinando II d'Aragona            |  |  |       |  |  |                        |  |  |                          |  |
|                                  |                        | Maria d'Aragona                   | Isabella I di Castiglia            |  |  |       |  |  |                        |  |  |                          |  |
| Isabella Clara Eugenia di Spagna |                        | Maria d'Aragona                   |                                    |  |  |       |  |  |                        |  |  |                          |  |
|                                  | Francesco I di Francia | Carlo di Valois-Angoulême         |                                    |  |  |       |  |  |                        |  |  |                          |  |
|                                  | Francesco I di Francia | Carlo di Valois-Angoulême         |                                    |  |  |       |  |  |                        |  |  |                          |  |
|                                  | Francesco I di Francia | Luisa di Savoia                   |                                    |  |  |       |  |  |                        |  |  |                          |  |
| Enrico II di Francia             | Francesco I di Francia |                                   |                                    |  |  |       |  |  |                        |  |  |                          |  |
|                                  |                        | Claudia di Francia                | Luigi XII di Francia               |  |  |       |  |  |                        |  |  |                          |  |
|                                  |                        | Claudia di Francia                | Luigi XII di Francia               |  |  |       |  |  |                        |  |  |                          |  |
|                                  |                        | Claudia di Francia                | Anna di Bretagna                   |  |  |       |  |  |                        |  |  |                          |  |
| Elisabetta di Valois             |                        | Claudia di Francia                |                                    |  |  |       |  |  |                        |  |  |                          |  |
|                                  |                        | Lorenzo de' Medici duca di Urbino | Piero il Fatuo                     |  |  |       |  |  |                        |  |  |                          |  |
|                                  |                        | Lorenzo de' Medici duca di Urbino | Piero il Fatuo                     |  |  |       |  |  |                        |  |  |                          |  |
|                                  |                        | Lorenzo de' Medici duca di Urbino | Alfonsina Orsini                   |  |  |       |  |  |                        |  |  |                          |  |
| Caterina de' Medici              |                        | Lorenzo de' Medici duca di Urbino |                                    |  |  |       |  |  |                        |  |  |                          |  |
|                                  |                        | Madeleine de la Tour d'Auvergne   | Giovanni III de La Tour d'Auvergne |  |  |       |  |  |                        |  |  |                          |  |
|                                  |                        | Madeleine de la Tour d'Auvergne   | Giovanni III de La Tour d'Auvergne |  |  |       |  |  |                        |  |  |                          |  |
|                                  |                        | Madeleine de la Tour d'Auvergne   | Giovanna di Borbone-Vendôme        |  |  |       |  |  |                        |  |  |                          |  |
|                                  |                        | Madeleine de la Tour d'Auvergne   |                                    |  |  |       |  |  |                        |  |  |                          |  |

## Galleria d'immagini

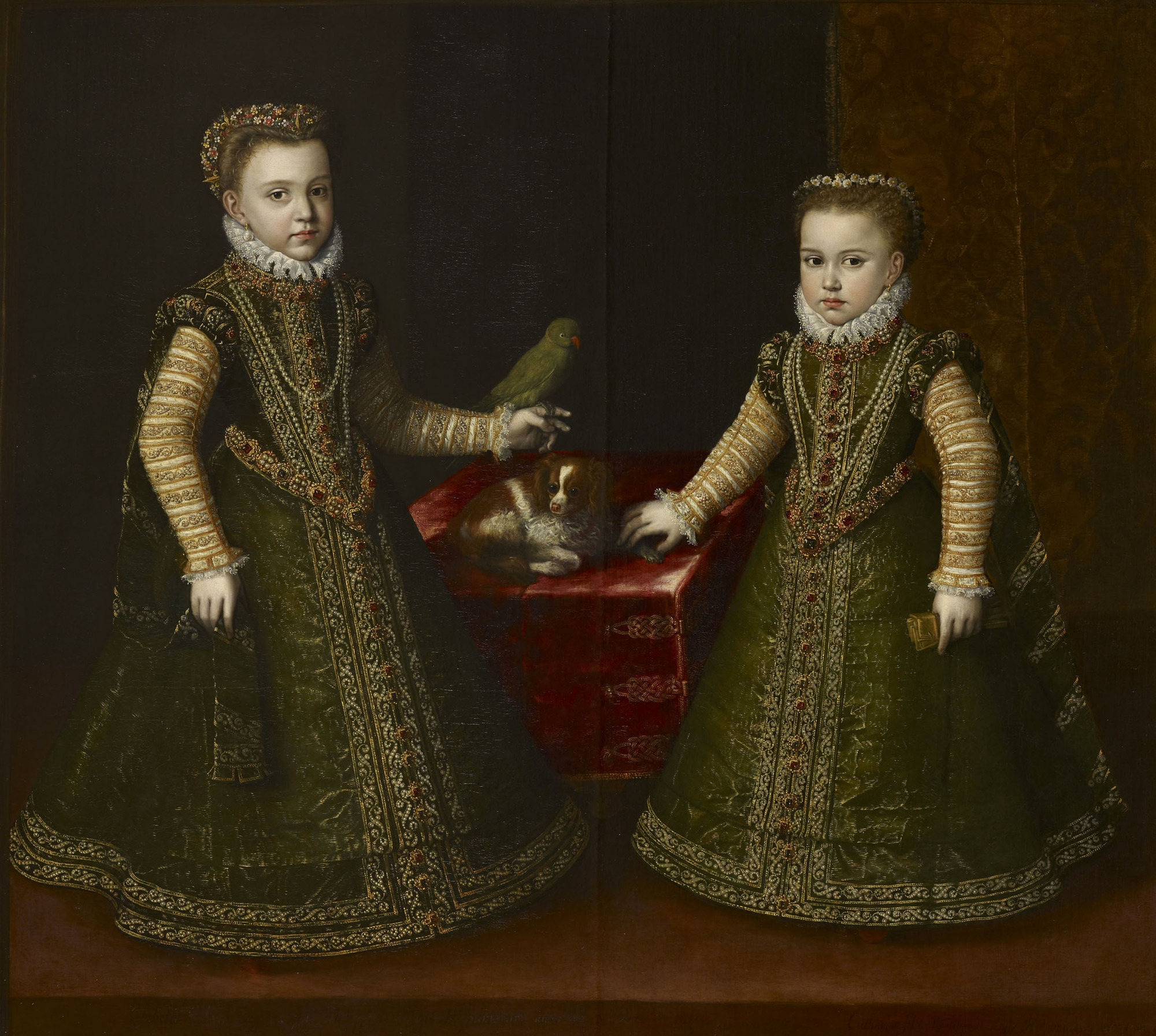
Infante Isabella Clara Eugenia e Caterina Michela, Sofonisba Anguissola, 1569-70, Londra, Royal Collection, Buckingham Palace
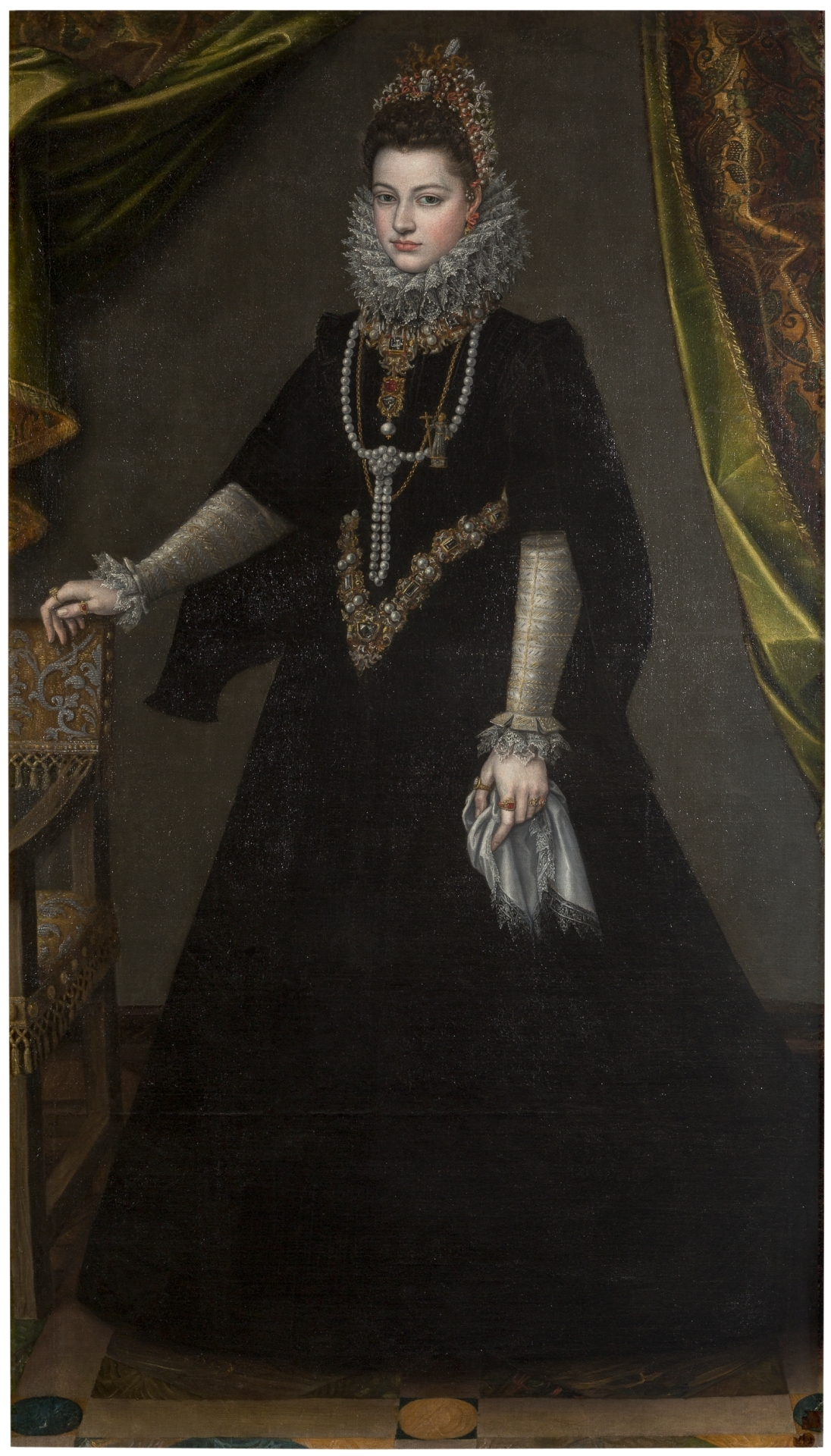
Ritratto della infanta Isabella Clara Eugenia, Sofonisba Anguissola, 1599, Ambasciata di Spagna, Parigi
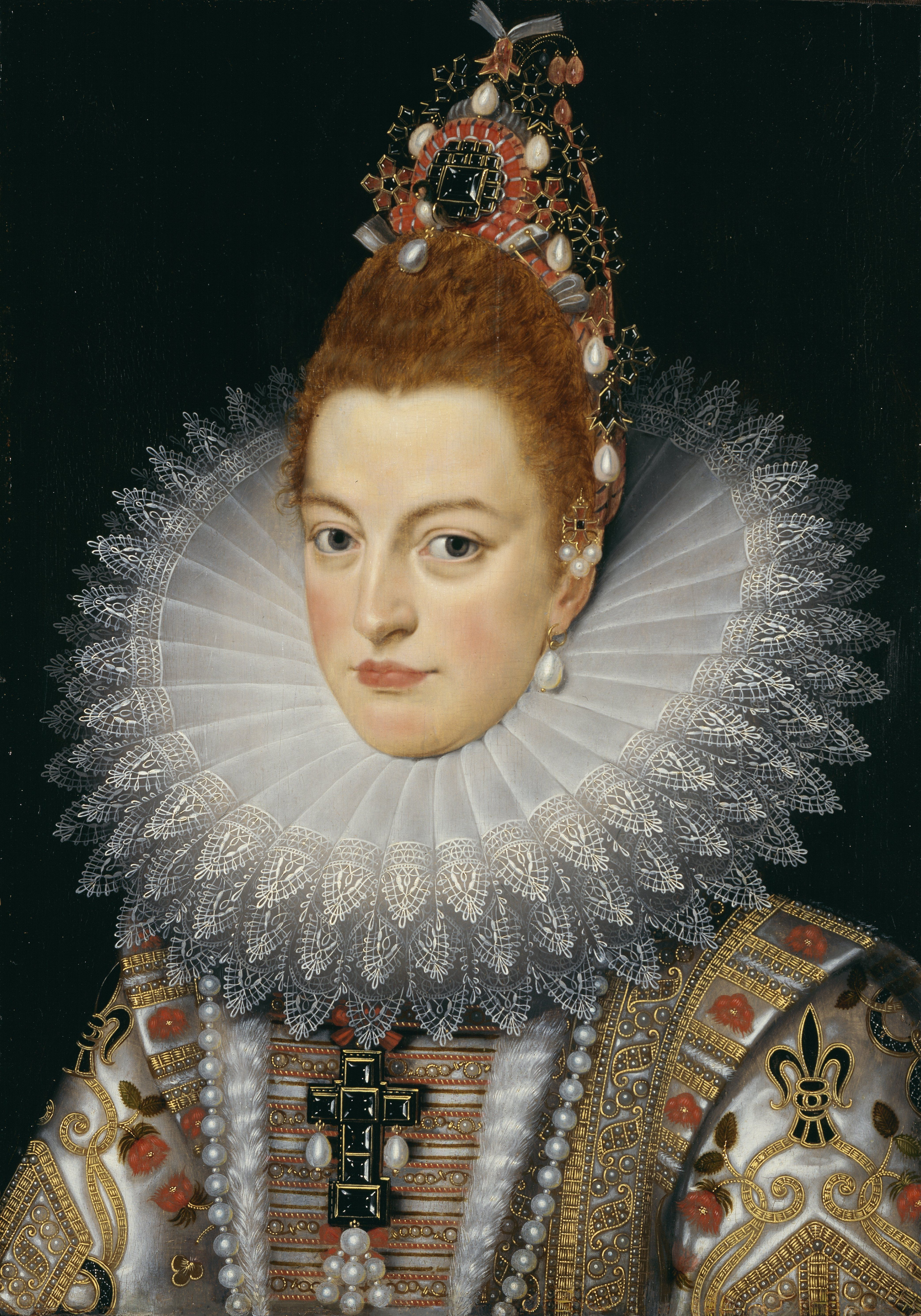
Dipinto raffigurante Isabella Clara Eugenia, Frans Pourbus il Giovane
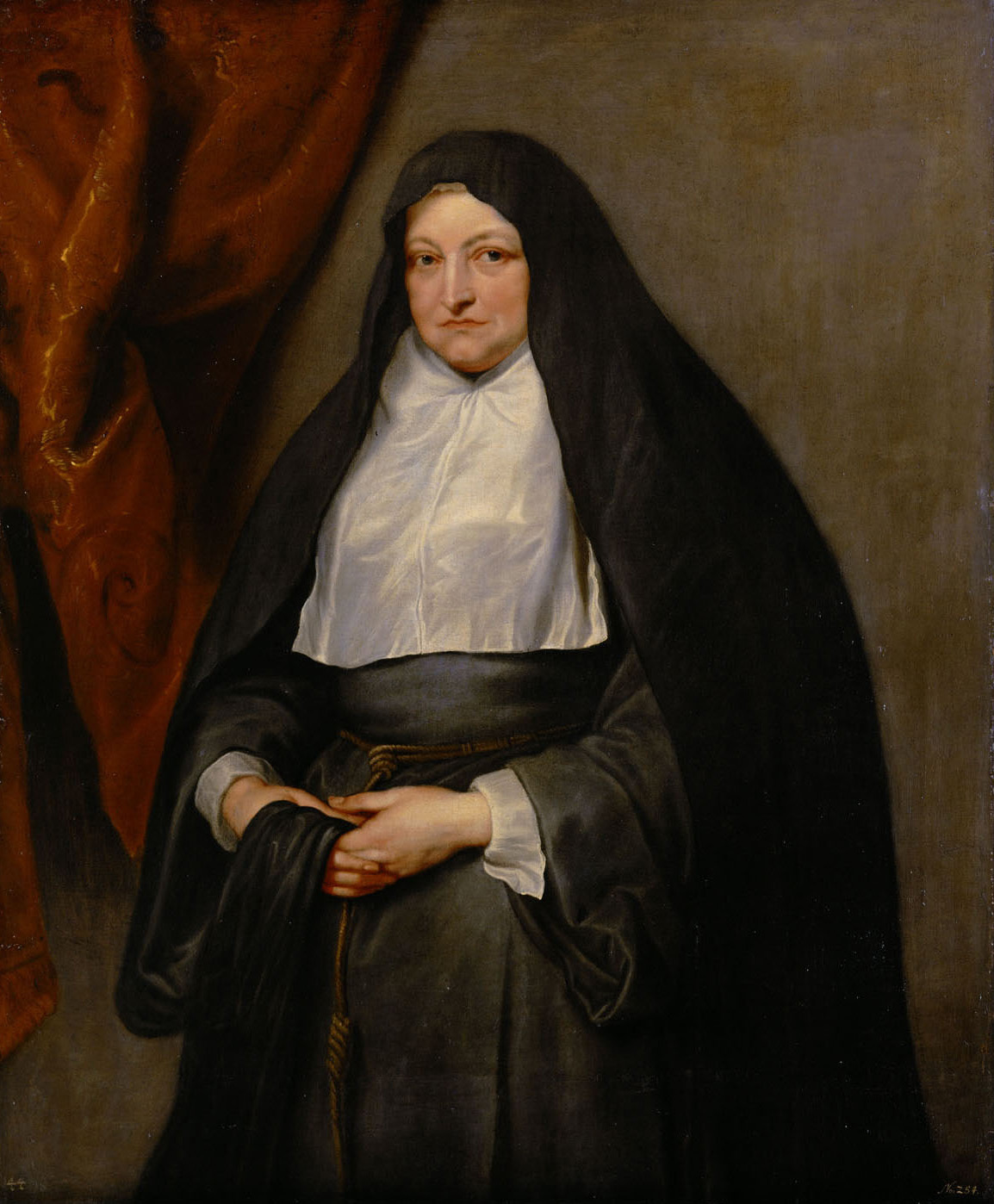
Ritratto dell'infanta Isabella Clara Eugenia con l'abito da suora, Antoon van Dyck